# قاعدة نقدية

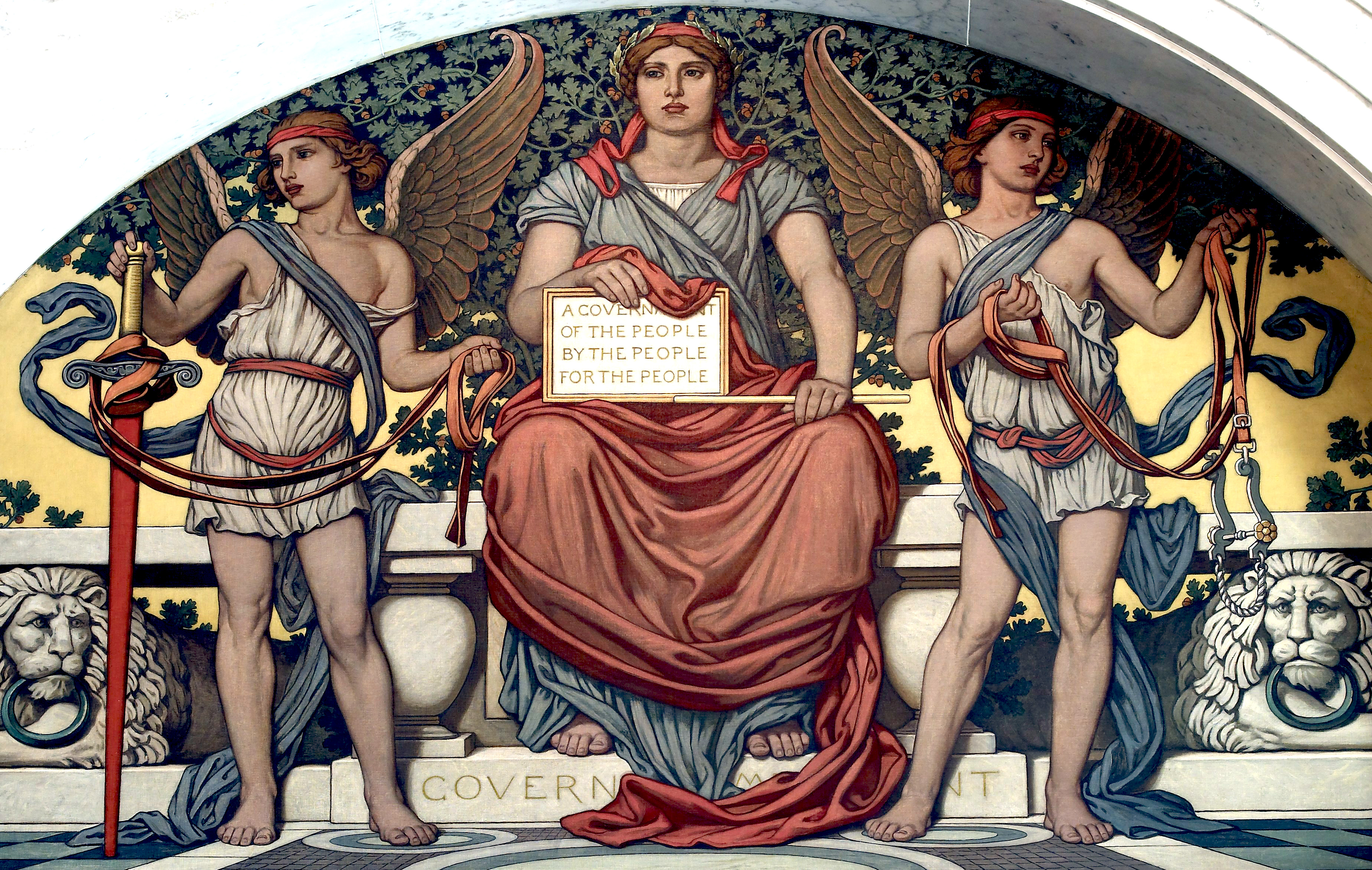

القاعدة النقدية هي مبلغ من المال يدور في احتياطي البنوك العامة والبنوك التجارية مع البنك المركزي .
يجب التفرقة بين مفهوم القاعدة النقدية، وبين كمية المعروض من النقود في الاقتصاد والتي تتكون من النقود المتداولة في الودائع العامة والغير بنكية مع البنوك التجارية . القاعدة النقدية ليست جزءاً من كمية المعروض من النقود وإنما هي مفهوم منفصل، في الميزانيات العمومية للبنوك التجارية، نجد أن القاعدة النقدية تشير إلى الأصول والممتلكات الخاصة بالبنك، بينما يشير مصطلح المعروض من النقود إلى المطلوبات .